# The Iron Hand
The Iron Hand è un film muto del 1916 diretto da Ulysses Davis.

## Trama
Tim Noland, un boss politico di non specchiata onestà, adotta Roy, il figlio di un suo caro amico che è rimasto orfano dopo la morte del padre. Davanti all'ipotesi di allevare il piccolo nell'ambiente corrotto che lui frequenta, affida a malincuore il piccolo a un medico che si offre di curarsi di Roy, portandolo lontano da lui. Passano gli anni. Roy, ormai adulto, ritorna a casa dal padre adottivo. Abituato a una vita onesta e ai valori che hanno ispirato la sua educazione, resta sconvolto dai metodi spicci e poco trasparenti di Noland nel condurre i suoi affari. Per reazione - e anche perché innamorato della bella Enid Winslow - appoggia il padre della ragazza, un riformatore sociale, finanziando la sua campagna politica. Però, pur se deve in gran parte la sua vittoria politica al sostegno di Roy, Winslow - per odio contro Noland - rifiuta di dare il proprio consenso al fidanzamento tra Roy ed Enid. La frattura tra le due famiglie potrebbe provocare una faida, ma alla fine tutto si aggiusta quando Tim Noland si offre di pagare lui tutti i debiti della campagna politica del suo avversario.

## Produzione
Il film fu prodotto dalla Red Feather Photoplays (Universal Film Manufacturing Company).

## Distribuzione
Il copyright del film, richiesto dalla Universal Film Mfg. Co., Inc., fu registrato il 12 maggio 1916 con il numero LP8270.
Distribuito dalla Red Feather Photoplays, il film uscì nelle sale cinematografiche statunitensi il 29 maggio 1916.